# Schnee (Fernsehserie)
Schnee ist eine österreichisch-deutsche Fernsehserie mit Brigitte Hobmeier, Robert Stadlober, Maria Hofstätter, Marie-Luise Stockinger und Karl Fischer. Regie führten Catalina Molina und Esther Rauch, das Drehbuch schrieben Kathrin Richter, Jürgen Schlagenhof und Michaela Taschek. Entwickelt wurde die Geschichte von Barbara Albert und der im September 2021 verstorbenen Produzentin Ursula Wolschlager.

## Handlung

### Folge 1: Das Geheimnis von Rotten
Lucia Salinger ist eine Ärztin, die mit ihren Kindern Alma und Jonas und ihrem Ehemann Matthi in dessen Heimatort, das Tiroler Bergdorf Rotten, zieht. Die zehnjährige Alma leidet unter Asthma, die Bergluft soll Linderung bringen. Lucia hat für den Neubeginn ihre Karriere im Krankenhaus aufgegeben, Matthi hat sein Kaffeehaus in Wien geschlossen. Lucia möchte in Rotten die Arztpraxis von Ferdinand übernehmen.
Aufgrund des Klimawandels bleibt der Schnee aus, und der Wintersportort leidet, darunter auch Bruno und Maria Hofer, die Eltern von Matthi und die größten Hoteliers im Ort. Bruno möchte für den Bau einer neuen Gondelstation auf dem Muttstein einen Bergrücken sprengen lassen, um den Tourismus anzukurbeln. Im Dorf gibt es gegen Brunos Pläne Widerstand, insbesondere seitens der alten Aurelia und der jungen Valentina, die ein Geschäft in Rotten betreibt. Wegen Geldmangels soll die Schule, wo Toni unterrichtet und die bisher auf Spenden der Hofers angewiesen war, geschlossen werden. Alma behauptet, eine tote Frau gesehen zu haben, die ihr einen Ring geschenkt hat.

### Folge 2: Zwischen Himmel und Erde
Valentina gibt gegenüber Lucia an, Alma beim Klettern am Berg gesehen zu haben. Lucia findet Alma allerdings im Garten auf der Schaukel. Am Kopf hat sie eine blutende Wunde; woher sie diese hat, kann sie nicht sagen. Alma spricht erneut von der toten Frau, die am Berg liegt und will, dass man sie holt. Valentina, Lucia und Alma unternehmen daher eine Bergwanderung, bei der sie die Leiche einer Frau finden. Ferdinand identifiziert sie als die seit dem 10. Oktober 1982 vermisste Umweltaktivistin Marianne Wild, die Tochter von Aurelia. Lucia entdeckt an der Leiche eine offene Schädelfraktur am Hinterkopf und besteht daher auf einer Obduktion. Aurelia meint, auf dem Dorf liege ein Fluch. Außerdem warnt sie Lucia, auf ihre Tochter aufzupassen, die in Gefahr sei. Der Ring, den Alma hat, gehörte Marianne. Laut Alma war Marianne schwanger.
Matthis Eltern wollten ursprünglich, dass er in den elterlichen Betrieb einsteigt. Sein Vater Bruno redet erneut auf ihn ein, die Bergstation zu übernehmen. Bei einer Gemeindeversammlung präsentiert Bruno seine Pläne für die Sprengung des Berges und die Errichtung einer neuen Gondel, den Gletscherexpress Muttstein 3000. Während Valentina sich wegen des Klimawandels dagegen ausspricht, befürwortet Toni die Pläne, weil sie um die wirtschaftliche Existenz der Schule fürchtet. Bruno erhält die notwendige Mehrheit für seine Pläne.

### Folge 3: Alma und das zweite Gesicht
Die Obduktion ergibt, dass Marianne ermordet wurde. Kommissar Prochaszka nimmt die Ermittlungen auf und befragt Alma. Marianne verschwand am selben Tag, an dem Lucia geboren wurde; aus ihrer Krankenakte geht außerdem hervor, dass Marianne tatsächlich schwanger war, wie von Alma behauptet. Die Gerichtsmedizinerin findet auf Mariannes Embryo einen Blutschwamm. Ein Zeitungsartikel vom 1. Juli 1982 berichtet über Mariannes Verhaftung.
Toni erzählt Lucia, Matthi habe sie einst wegen Lucia verlassen. Kommissar Prochaszka lässt wegen der laufenden Mordermittlungen die Sprengung des Berges auf unbestimmte Zeit verschieben. Für Bruno verursacht das hohe Kosten und er gibt Lucia dafür die Schuld. Er beschimpft Matthi, er möge mit seiner Familie aus dem Dorf verschwinden.
Tankstellenbetreiber Max Hager möchte zur Polizei gehen, weil er sein Schweigen nicht mehr aushält. Franziska hält ihn davon ab, indem sie ihn daran erinnert, dass er bald Großvater wird und sein Enkel ihn braucht. Bald darauf erfährt man, dass sich Max erhängt hat.
Jakob Lang, der damalige Freund von Marianne, Bruder von Maria und Onkel von Matthi, taucht auf, um sich von Marianne zu verabschieden. Jakob erzählt Lucia, Marianne habe sich damals sehr für die Wölfe eingesetzt und sich deswegen Feinde im Dorf gemacht. Als Lucia ihre Kinder aus der Schule abholen möchte, erfährt sie, dass andere Kinder Alma als Hexe beschimpft haben, weil sie ihre Mutter zu Mariannes Leiche geführt hat. Lucia findet Alma schließlich in der Kirche bei der wunderlichen Aurelia.
Matthi erfährt von seiner Mutter, dass sein Vater an Blutkrebs erkrankt ist und nur noch wenige Jahre zu leben hat. Außerdem sind die Eltern verschuldet, die wirtschaftliche Existenz hängt von der neuen Gondel ab. Alma erzählt ihrer Mutter, Marianne sei die „Wächterin der Berge“ gewesen, eine Gestalt aus einem Sagenbuch, die den Muttstein beschützt habe. Alma möchte nun, dass sie deren Aufgabe übernehmen. Lucia macht es zunehmend Angst, dass ihre Tochter von Dingen weiß, die sonst niemand weiß, wie Mariannes Schwangerschaft oder den Fundort der Leiche. Auch sieht Lucia wiederholt einen Wolf, der ihr den Weg zu weisen scheint. Laut Matthi ist Jakob bereits vor Jahren bei einem Autounfall in Argentinien ums Leben gekommen. Lucia plant, mit den Kindern aus Rotten zu flüchten; Matthi möchte allerdings bleiben, um seine Eltern zu unterstützen. Mittlerweile ist Alma verschwunden.

### Folge 4: Die Suche
Lucia vermutet, dass Alma am Muttstein ist, um ihn anstelle der ermordeten Marianne zu beschützen. Einwohner von Rotten starten eine Suchaktion mit Hilfe von Drohnen; die Minustemperaturen am Berg lassen allerdings Zweifel aufkommen, ob sie Alma noch rechtzeitig lebend finden werden. Zwei Touristen haben ein Mädchen am Gletscher gesehen. Almas Jacke wird am Südhang gefunden.
Kommissar Prochaszka interessiert sich für eine von Almas Zeichnungen, worauf deren Keller und ein blutiger Körper zu sehen sind. Wer die abgebildete Person sein soll, hat Alma nicht erwähnt. Möglicherweise weiß sie von einem zweiten Mord. Maria Hofer zeigt Prochaszka den Keller und berichtet ihm vom Tod ihres Bruders Jakob Lang, der bei einem Autounfall in Argentinien ums Leben gekommen sei, wo er zuvor 100 Kilometer von Buenos Aires entfernt gelebt und Schafe gezüchtet habe.
In einer Höhle werden Spuren von Alma gefunden. Lucia erzählt Maria, am Vortag mit Jakob gesprochen zu haben. Maria bestreitet dies, da sie selbst damals auf seinem Begräbnis in Argentinien gewesen sei. Lucia sucht Aurelia auf in der Hoffnung, mehr über die Beziehung von Alma und Marianne zu erfahren. Aurelia meint, dass es ohne Lucia keine Rettung gebe und der Berg das Dorf begraben werde. Der Berg würde Alma erst freigeben, wenn das Zepter übergeben sei. Die Mörder von Marianne müssten bestraft werden. Lucia hegt den Verdacht, dass der Tote auf der Zeichnung Jakob sein könnte und er ebenfalls ermordet wurde. Möglicherweise hatte Max etwas mit dem Tod von Marianne zu tun und sich deshalb umgebracht. Franziska möchte allerdings, dass Lucia die Vergangenheit ruhen lässt. Die Gerichtsmedizinerin gibt an, Jakob nicht gesehen zu haben. Nachdem Lucia im Keller eine Leiche gefunden hat, die der Zeichnung ähnelt, wird sie von unbekannt dort eingesperrt. Die Suche nach Alma wird aufgrund der Dunkelheit unterbrochen.

### Folge 5: Blutschnee
Die Leiche, die Lucia am Vortag im Keller entdeckt hatte, ist mittlerweile verschwunden. Kommissar Prochaszka lässt den Keller von der Spurensicherung untersuchen. Außerdem konfrontiert er Maria mit Ermittlungsergebnissen im Mordfall Marianne Wild, Maria will allerdings davon nichts wissen. Ihrem Mann Bruno berichtet sie später, dass Jakobs Haube im Gletscher gefunden worden sei. Sie erinnern sich gemeinsam, wie sie damals Jakob auf den Berg gebracht hatten.
Von Jonas erfährt Lucia, dass man laut Alma mit dem Ring von Marianne durch die Höhle in den Berg kommt. Lucia hofft daher, dass Alma in der Höhle ist. Allerdings will sie niemand dorthin begleiten, selbst Matthi glaubt nicht mehr, dass Alma noch am Leben ist. Unterstützung erhält sie nur von Valentina, die sie später am Berg trifft. Von ihr erfährt sie, dass die Wächterin der Berge mit Tieren und Toten sprechen kann. Am Gletscher treffen Lucia und Valentina auf Bruno, der dort mit seinen Sprengungen fortfahren will. Auch er glaubt, dass Alma aufgrund der tiefen Temperaturen und nach zwei Tagen im Freien längst tot ist. Vor Beginn der Sprengungen wird Bruno von einem Wolf attackiert und getötet. Maria und Matthi halten die Totenwache. Danach betäubt Maria ihren Sohn und sperrt ihn in einem Raum im Hotel ein.
Der Fötus von Marianne hatte einen Blutschwamm an derselben Stelle wie Lucia. Marianne starb am Tag der Geburt von Lucia. Sie nimmt daher an, dass Alma glaubt, Lucia sei Mariannes Baby. Um ihren Verdacht zu bestätigen, will sie ihre und die DNA der Toten miteinander vergleichen. Die Gerichtsmedizinerin, der sie ihre Theorie unterbreitet, rät ihr jedoch zu einem Psychotherapeuten. Nach dem Tod von Bruno möchte Maria dessen Pläne fortführen und den Weltcup nach Rotten holen. Außerdem soll Lucia verschwinden, bevor sie alle anderen ruiniert.

### Folge 6: Wächterin der Berge
Lucia findet Aurelia tot auf. Von Matthi erhält Lucia die Handy-Nachricht, dass Alma gefunden wurde. Sie soll sich in einer Hütte versteckt haben. Maria gibt vor, Lucia mit einem Schneemobil zu Alma bringen zu wollen. Die Tatsache, dass Maria ein Gewehr bei sich trägt, macht Lucia misstrauisch. Maria begründet dies mit dem Schutz vor den Wölfen. Im Wald schießt Maria auf Lucia und verwundet sie. Sie gibt zu, dass es keine Hütte gibt. Lucia kann Maria überwältigen, das Gewehr an sich nehmen und flüchten.
Später wird Lucia von Kommissar Prochaszka aufgegriffen. Ihm erzählt sie, dass es Maria war, die Jakob damals umgebracht habe. Außerdem will sie Alma holen. Prochaszka möchte Lucia in ein Krankenhaus bringen, um Lucias Schusswunde zu versorgen. Lucia fährt allerdings mit Prochaszkas Fahrzeug weg und lässt ihn stehen. Währenddessen hat Maria vor, am Berg mit den Sprengungen fortzufahren. Mit einem Schrei löst Lucia eine Lawine aus, die Maria und die Sprenggeräte unter sich begräbt. In der Höhle findet Lucia Alma.
Die argentinische Botschaft bestätigt, dass es kein Einreisevisum für einen Jakob Lang gegeben hat. Von Franziska erfährt Prochaszka Einzelheiten über Mariannes Todestag. Sie war damals bei den Wölfen gewesen, um sie zu beschützen. Marianne hatte den Bau der Gondel verhindern wollen. Stattdessen hatte ein Naturschutzgebiet errichtet werden sollen; hierzu war eine Stiftung gegründet worden, in die Jakob investiert hatte. Damit wäre jedoch die wirtschaftliche Existenz von Rotten gefährdet gewesen. Die Einwohner hatten daher befunden, dass Marianne verschwinden müsse. Damals waren fünf Männer am Berg dabei gewesen: Max, Bruno Hofer und Georg, Tonis Vater, sowie die beiden mittlerweile verstorbenen Franz und Karl.
Zwischenzeitlich hat sich Matthi befreien können. Von Toni erfährt er, dass alle im Dorf von dem Mord an Marianne gewusst hätten. Wie in der Weissagung angekündigt, beginnt der Berg, purpurn zu glühen. Matthi, Lucia, Alma und Jonas bringen sich mit einem Hubschrauber vor einer drohenden Naturkatastrophe in Sicherheit und verlassen Rotten.

## Produktion und Hintergrund

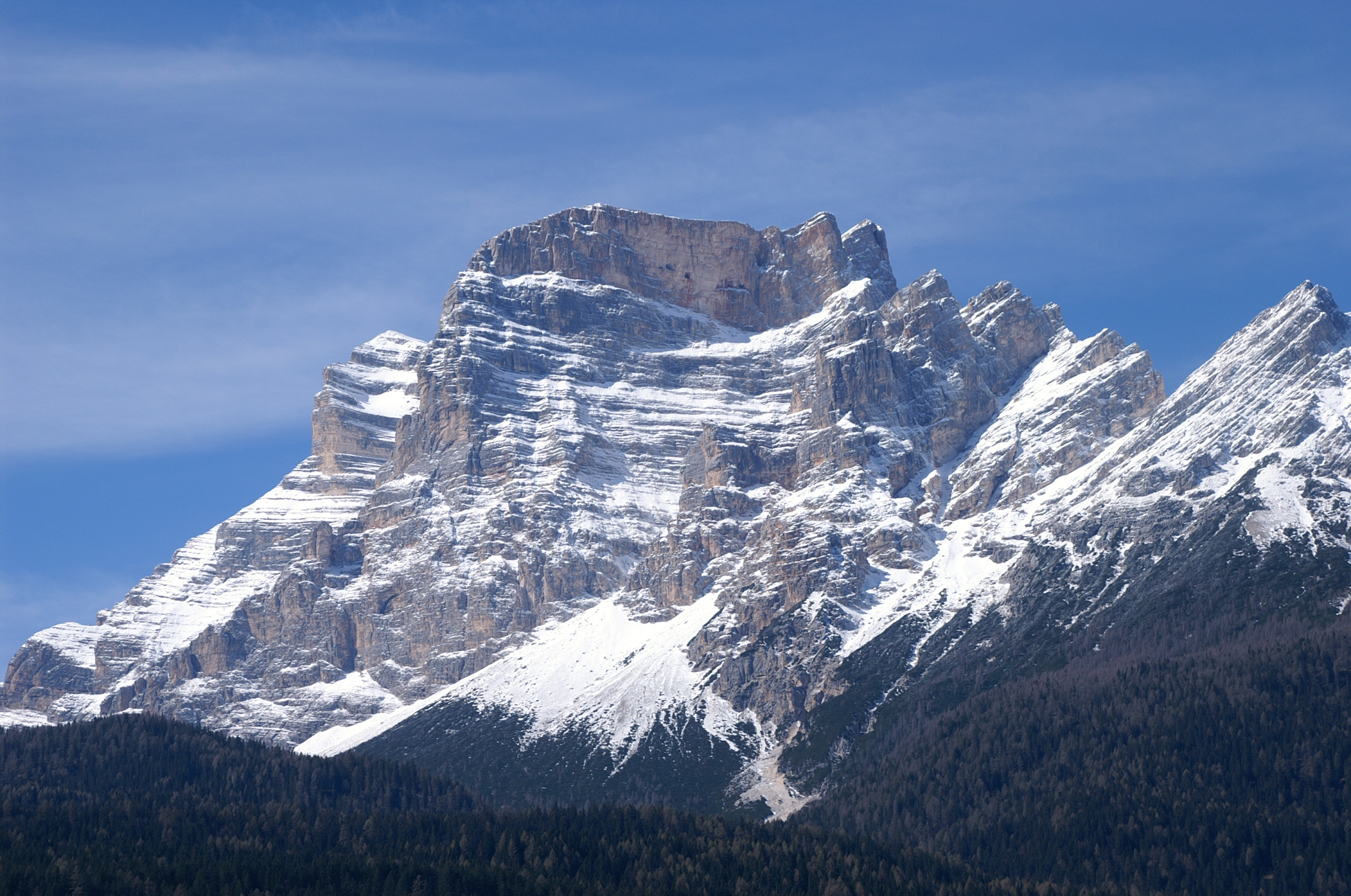
Der Monte Pelmo dient in der Serie als Kulisse für den Muttstein

Die Dreharbeiten fanden ab dem 1. März bis Ende Mai 2022 in den Dolomiten, in Val di Zoldo und im Schnalstal in Südtirol statt.
Produziert wurde die Serie von der österreichischen Primary Pictures der früheren Babelsberg-Chefin und Tochter von Gerd Bacher Gabriela Bacher und der deutschen X-Filme Productions (Produzent Uwe Schott) in Zusammenarbeit mit Beta Film und der italienischen Mestiere Cinema. Beteiligt waren der Österreichische, der Bayerische und der Norddeutsche Rundfunk sowie Arte. Unterstützt wurde die Produktion von IDM Südtirol – Alto Adige und der Veneto Film Commission.
Die Kamera führte Leah Striker, die Musik schrieb Giorgio Giampà, die Montage verantworteten Karin Hammer (Folge 1 und 2) und Cordula Werner (Folgen 3 bis 6) und das Casting Eva Roth. Den Ton gestalteten David Hilgers, Karim Weth und Florian Kindlinger, das Szenenbild Veronika Merlin und das Kostümbild Catherine Buyse Dian.

## Veröffentlichung
- Premiere der Mystery-Thriller-Serie war am 25. März 2023 auf der Diagonale in Graz.[5][7] Im Juni 2023 wurde die Produktion am Seriencamp-Festival präsentiert.[8][9]

- Im ORF wurden jeweils drei Folgen am 13. und am 20. November 2023 gezeigt.[10] Die Erstausstrahlung auf Arte war am 16. und 23. November 2023, in der Mediathek wurden die Folgen eine Woche vor der linearen Ausstrahlung veröffentlicht.[11]

- In der ARD Mediathek wurde die Serie am 22. November 2023 veröffentlicht, die Erstausstrahlung im Ersten begann am 29. November 2023.[12]

## Rezeption

### Kritiken
Martina Kalweit vergab auf tittelbach.tv fünf von sechs Sternen. Die Serie funktioniere sowohl als Familiendrama als auch als spannende Mystery-Mär. Fein komponiert verwebe diese eine lokale Sagenwelt und globale Klima-Ängste zu einer Eskalationsspirale, die den Zuschauer immer eisiger umwehe. Eher unaufdringlich denn überwältigungsgetrieben erzählt, setze die Miniserie ihre Mittel sparsam ein.
Eric Leimann (teleschau) meinte, dass die in dunkle und blaukalte Farben getauchte Serie ziemlich klasse aussehe, die Bilder seien durchaus einnehmend. Auch das Schauspiel-Ensemble mache seine Sache gut. Leider glaube man, einige Elemente der Story so oder so ähnlich schon mal gesehen zu haben. Zwar stimme die Verpackung, der Inhalt jedoch hätte gern noch ein wenig abwegiger sein dürfen.
Oliver Armknecht bewertete die Serie auf film-rezensionen.de mit sechs von zehn Punkten. Diese beginne vielversprechend, leider sei die Geschichte aber nicht übermäßig interessant, da es an eigenständigen Einfällen mangle. Dafür sei das Ensemble gut, die stimmungsvollen Aufnahmen ließen einen trotzdem dranbleiben.
Oliver Alexander befand auf quotenmeter.de, dass die Mischung aus Krimielementen und übernatürlichen Handlungsaspekten der Serie eine einzigartige Identität verleihe, mit der sich diese von fast allen anderen Produktionen nachhaltig abheben könne. Die Themen Klimawandel, Kriminalität und Übersinnliches würden geschickt miteinander in einer packenden Geschichte kombiniert. Brigitte Hobmeier überzeuge mit einer nuancierten Darbietung. Die Serie besteche nicht zuletzt durch ihre atmosphärische Darstellung der Tiroler Landschaft. Die Spannung würde konstant aufrechterhalten, der Zuschauer könne sich der Sogwirkung nicht lange entziehen.
Tilmann P. Gangloff schrieb auf evangelisch.de, dass die insgesamt ohnehin sehr unaufgeregt inszenierte Serie einen langen Anlauf brauche. Die ersten drei Folgen hätten sich deutlich straffer erzählen lassen, aber spätestens mit Almas Verschwinden entwickle die Produktion große Spannung. Sehenswert sei diese nicht zuletzt wegen des Augenfutters, auch das Ensemble sei gut zusammengestellt.
Oliver Jungen meinte in der Frankfurter Allgemeinen Zeitung, dass die Serie atmosphärisch so gelungen sei, dass man ihren hausbackenen Allerweltsmystizismus in Kauf nehme. Die Atmosphäre bleibe fast bis zum Schluss von einer bezwingenden Intensität, was  über einigen inhaltlichen Stuss hinwegtröste.

### Einschaltquote
Die ORF-Erstausstrahlung am 13. November 2023 verfolgten durchschnittlich 405.000 Zuseher, der Marktanteil betrug 15 Prozent.
Am 29. November 2023 erreichte die Erstausstrahlung im Ersten 3,04 Millionen Personen bei einem Marktanteil von 11,8 Prozent.

## Verweise
- Schnee im ORF Topos
- Schnee  bei crew united
- Schnee bei Fernsehserien.de
- Schnee bei IMDb
- Schnee (Beschreibung der Folgen 1–3) auf tv.orf.at
- Schnee (beschreibung der Folgen 4–6) auf tv.orf.at